# Acetato de octila
Acetato de octila, ou etanoato de octila, é o éster formado pela reação do octanol com o ácido acético, através da reação de esterificação:
C8H17OH + CH3COOH → C10H20O2 + H2O

## Uso
Ele é usado como base para sabores artificiais de laranja. É um solvente para nitrocelulose, ceras, óleos e algumas resinas.